# Semiothisa uniformata
Semiothisa uniformata är en fjärilsart som beskrevs av Barend J. Lempke 1952. Semiothisa uniformata ingår i släktet Semiothisa och familjen mätare. Inga underarter finns listade i Catalogue of Life.